# Stora mossens IP
Stora mossens IP (även Stora Mossens IP), Stora Mossens Idrottsplats, är en idrottsplats i stadsdelen Stora Mossen i Bromma, Stockholm.

## Historik

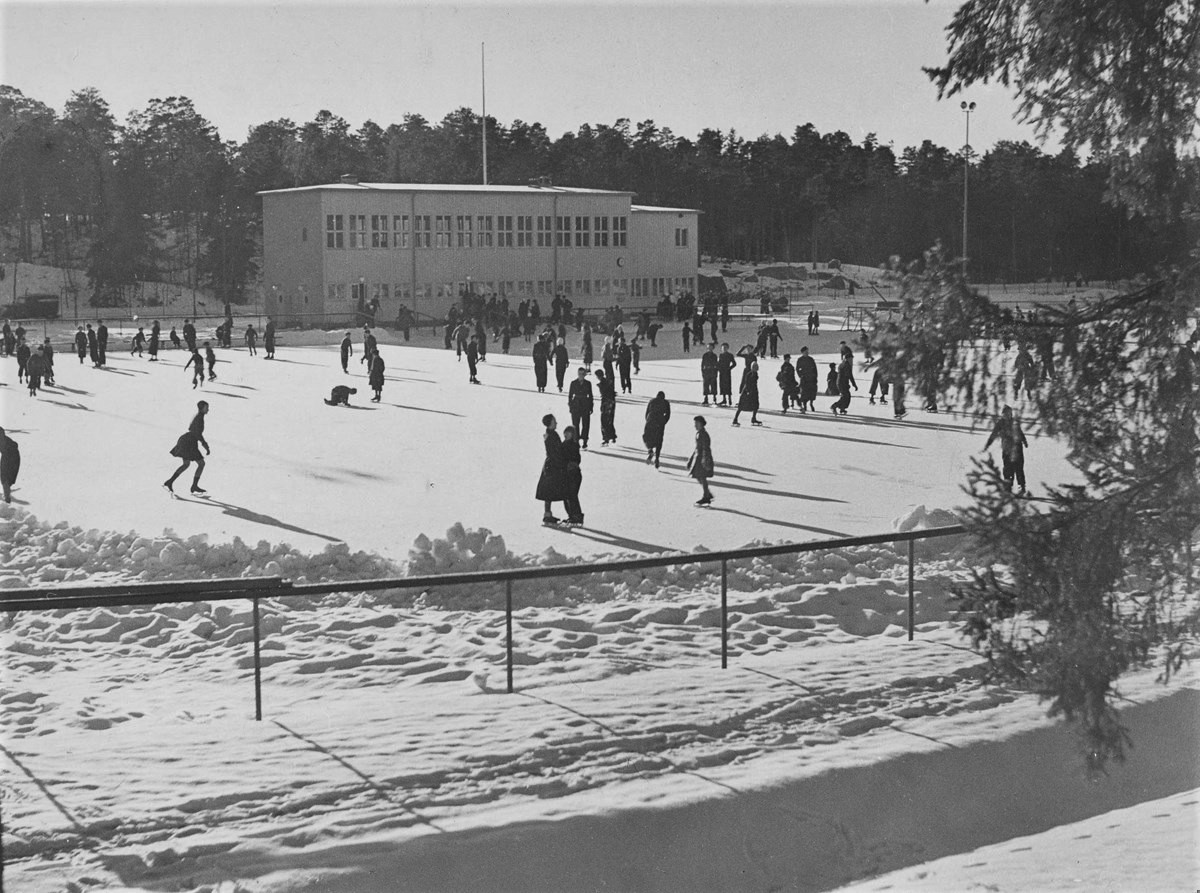
Skridskobanan vid Stora Mossens idrottsplats i mars 1937. I bakgrunden syns byggnaden som bland annat innehåller omklädningsrum.

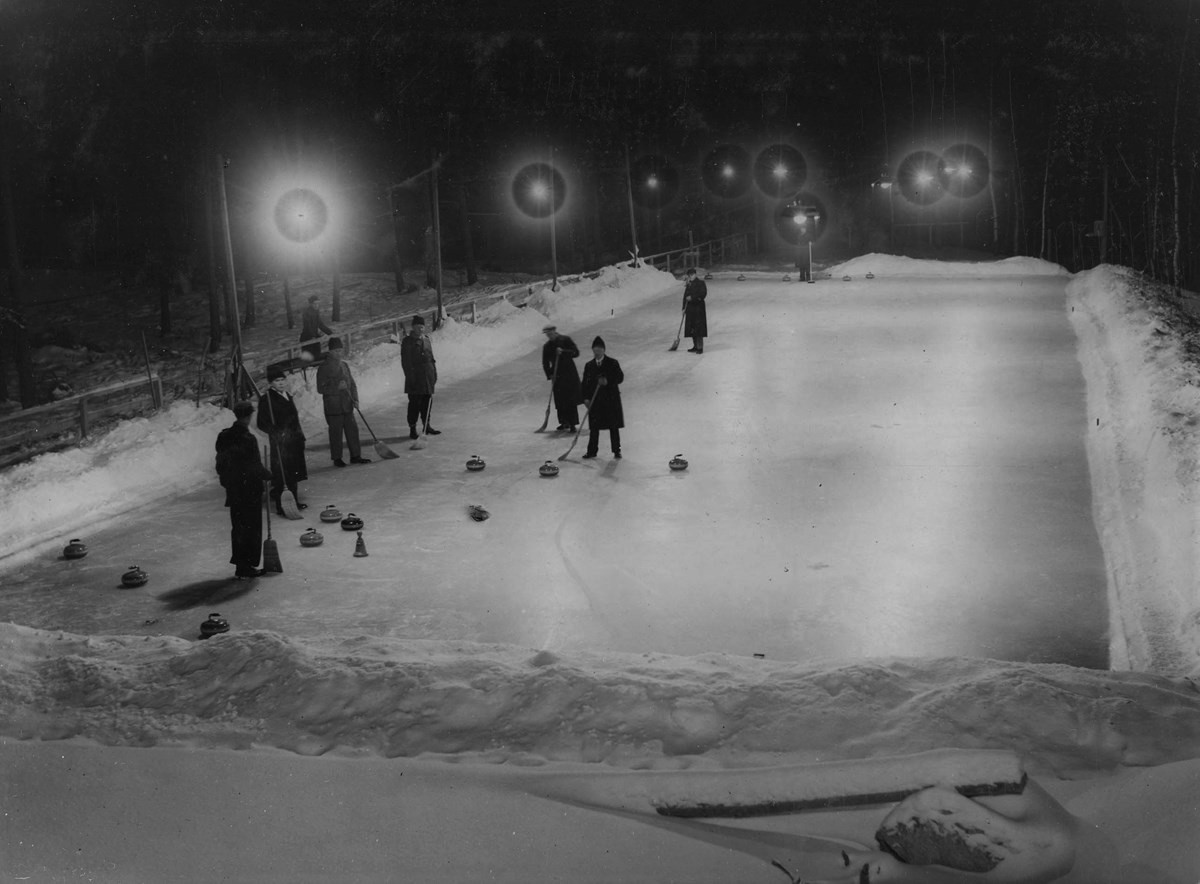
Curlingbanan vid Stora Mossens idrottsplats vintern 1937.

Anläggningen vid Stora Mossens IP på Västerled 26 anlades 1933 och ritades av Paul Hedqvist och invigdes samma år. Paul Hedqvist var även arkitekt till några andra idrottsanläggningar i Stockholm såsom Stadshagens IP (1931), Kristinebergs IP (1933) och Zinkensdamms IP (1937).
Då idrottsplatsen anlades 1933 omfattade den en fotbollsplan av grus på 100 x 63 meter. Runt om fanns det löparbanor av kolstybb för löpning med ett varv på 383 meter. Vid friidrottsanläggningar var det vid den tiden på löparbanor vanligt med kolstybb, som var ett slags finfördelat kol som ofta blandades med sand, lera och tjära. Anläggningen omfattade även en kastplan på 3 000 kvadratmeter. I Sverige var slungbollen som kastgren relativt vanlig både i skolidrott och i större friidrottsmästerskap. Senare användes kastplanen som fotbollsplan. Där fick då Stockholmsalliansen (en allians mellan AIK, Hammarby och Djurgården) uppföra ett plasttält för inomhusträning. Under en period har det på området också funnits ett långsmalt träningsskjul för friidrott. Där höll bland annat stavhopparna till.
Stora Mossens IP är dock mest berömd för sin ishockeyrink eller skridskobana. Så småningom blev ishockeyrinken (ishallen) konstfrusen. Som det första i Sverige fick Stora Mossens IP 1969 ett plasttält. Denna ombyggnad kostade då "bara" 300 000 kronor. Stora Mossens ishall byggdes 1978 och tältet blev då en riktig ishall.
- Arne Ljungqvist, före detta höjdhoppare, mer känd som nationell och internationell idrottsledare, läkare och professor i medicin, tävlade för Bromma IF och Westermalms Idrottsförening på Stora Mossens IP på 1940- och 1950-talen.[3][4] Ljungqvist hade senare en karriär som idrottsledare och arbete mot doping.

- Erik "Myggan" Uddebom, före detta kulstötare, diskuskastare och tyngdlyftare. 1952 var han med och grundade friidrottsklubben Bromma IF (Bromma Idrottsförening). Bromma IF är en ideell friidrottsförening i Bromma, som har sin hemmaarena på Stora Mossens IP. Bromma IF bedriver även träningsverksamhet på Ängby IP, Kristinebergs IP och Spånga IP. Klubbdräkten är marinblå. Föreningen arrangerar varje år Tolvanloppet, Solviksloppet, Brommaspelen, Västerortskampen och Friidrottsskolan. Erik "Myggan" Uddebom blev svensk mästare åtta gånger i kulstötning och två gånger i diskuskastning under åren 1955–1964. Totalt vann han tio guld, nio silver och fyra brons under åren 1954–1968, främst representerade han Bromma IF.[5] Dessutom vann han SM i tyngdlyftning 1964 och 1965.

### Idrottsplatsen idag
Vintern 1999–2000 byggdes idrottsplatsen om. Före ombyggnaden fanns det endast kolstybbsbanor och två grusplaner för fotboll. Dock fanns det på idrottsplatsen en kastplan för friidrott. Området där kastplanen fanns såldes för att finansiera ombyggnaden av idrottsplatsen.
Vid Stora Mossens IP finns idag till och med två ishallar och sedan 2002 är den stora fotbollsplanen försedd med den nya generationens konstgräs. Bromma IF bedriver sin stora ungdomsverksamhet i friidrott på fyra allvädersbanor.
Vid årsskiftet 2013/2014 öppnade en ny dubbelstor idrottshall på Stora Mossens IP i Bromma vid Mosskroken 11-13, invigningen skedde i januari 2014. Anläggningen rymmer två fullstora hallar (20 x 40 meter), ett mindre café samt flera omklädningsrum. Avsikten är att hallarna främst ska användas för skolidrott, handboll, basket, innebandy och gymnastik.
Idrottsplatsen är utrustad med fyra löparbanor för friidrott, två konstgräsplaner för elvamannaspel i fotboll samt två ishallar. Fotbollsplanerna saknar läktare. Idrottsplatsen är träningscenter för IF Brommapojkarnas Utvecklingscentral med förstalagsverksamheten.
Den 18 mars 2017 hölls SM-finalen i ishockey för damer i Stora mossens a-hall där det då blev fullsatt med 1 300 åskådare för första gången någonsin. Matchen var ursprungligen tänkt att spelas på Hovet men flyttades på grund av att AIK skulle spela match där samtidigt.

## Galleri

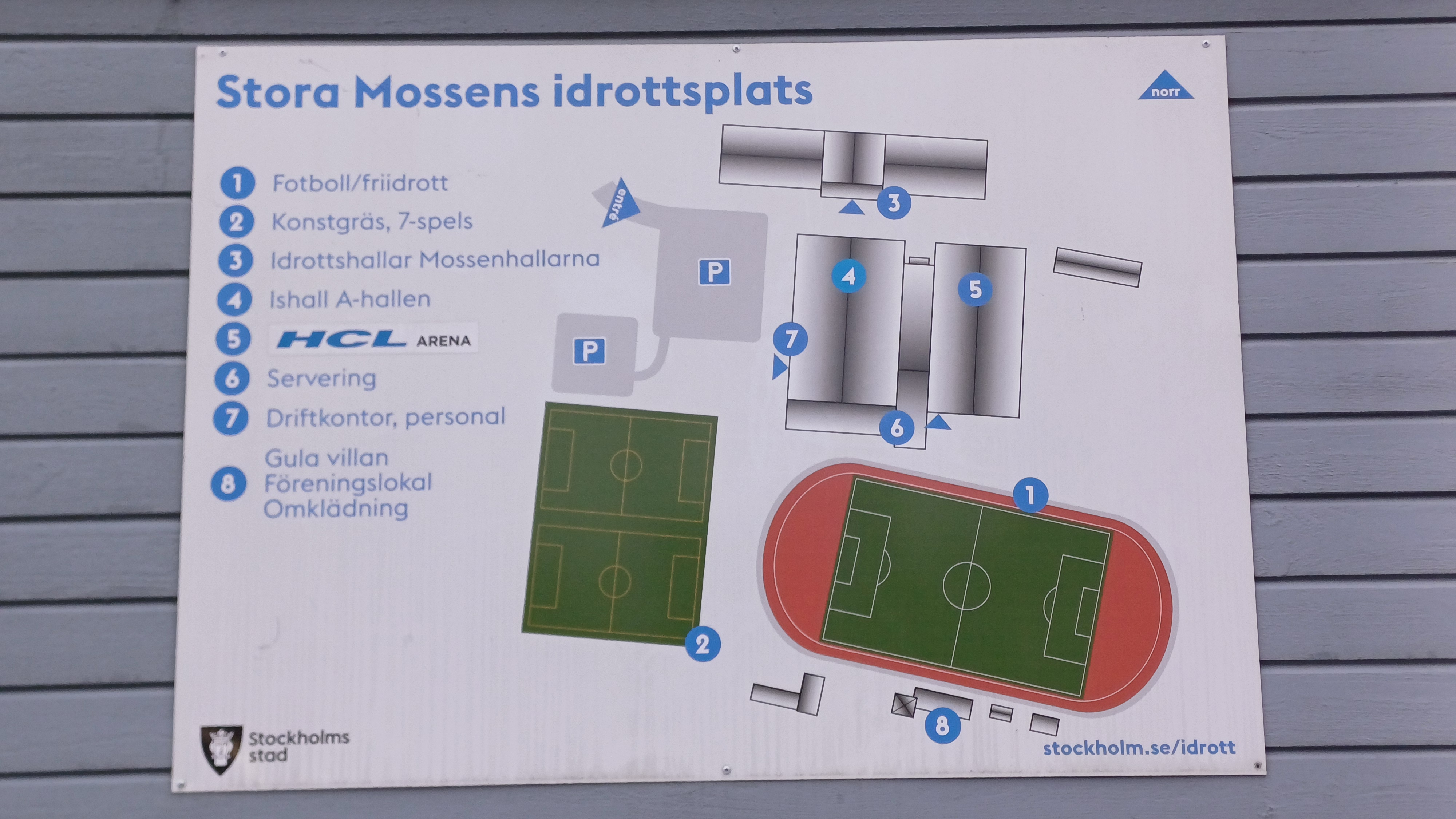
Karta över idrottsplatsen
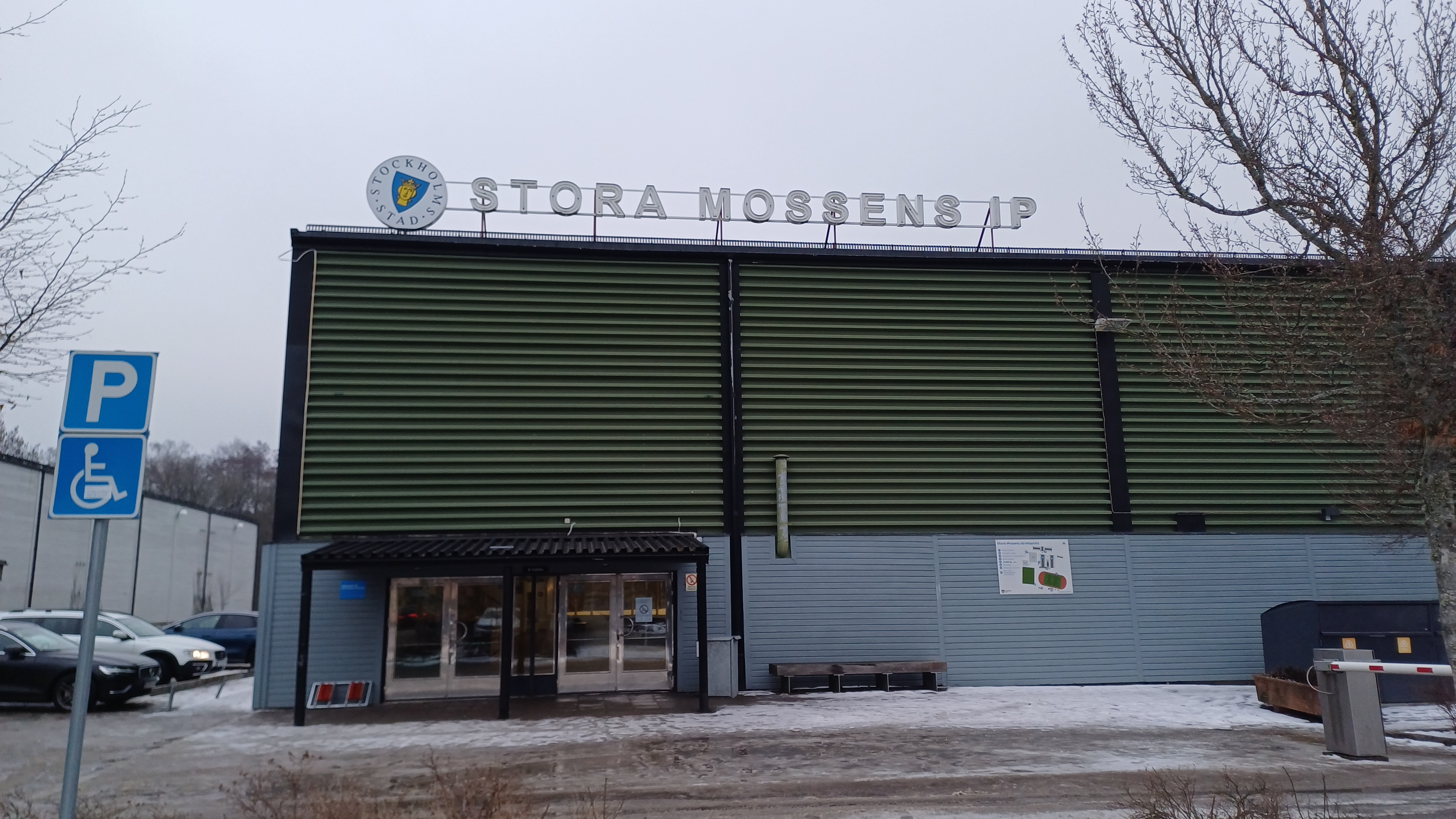
A-hallen
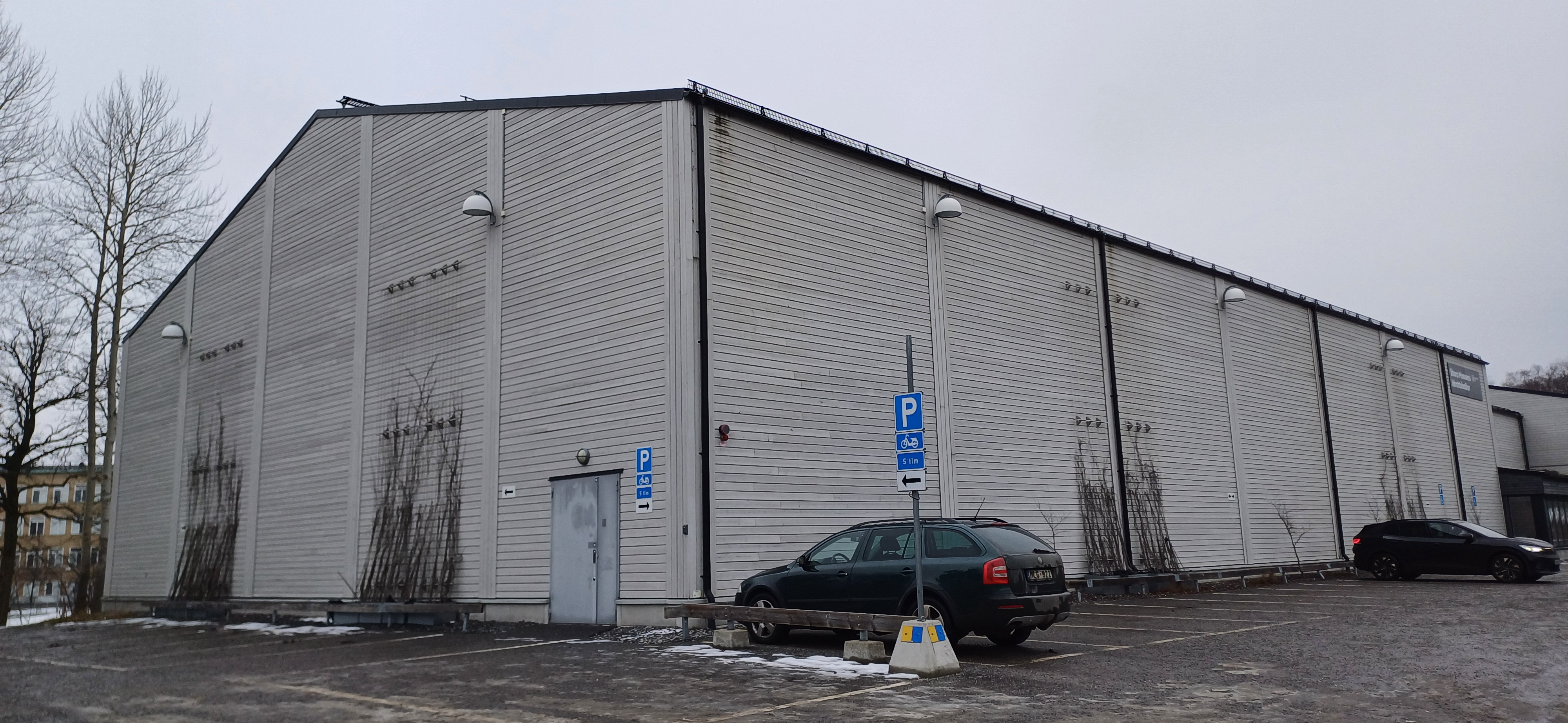
Mossenhallarna